# Коффі-Крік (Каліфорнія)
Коффі-Крік (англ. Coffee Creek) — переписна місцевість (CDP) в США, в окрузі Триніті штату Каліфорнія. Населення — 152 особи (2020).

## Географія
Коффі-Крік розташоване за координатами 41°4′47″ пн. ш. 122°43′1″ зх. д. / 41.07972° пн. ш. 122.71694° зх. д. (41.079673, -122.716906).  За даними Бюро перепису населення США в 2010 році переписна місцевість мала площу 29,88 км², з яких 29,84 км² — суходіл та 0,05 км² — водойми.

## Демографія
Згідно з переписом 2010 року, у переписній місцевості мешкало 217 осіб у 85 домогосподарствах у складі 55 родин. Густота населення становила 7 осіб/км².  Було 152 помешкання (5/км²).
Расовий склад населення:
| - 91,2 % — білих - 2,3 % — корінних американців - 2,3 % — азіатів - 1,4 % — осіб інших рас |

До двох чи більше рас належало 2,8 %. Частка іспаномовних становила 7,4 % від усіх жителів.
За віковим діапазоном населення розподілялося таким чином: 14,7 % — особи молодші 18 років, 60,4 % — особи у віці 18—64 років, 24,9 % — особи у віці 65 років та старші. Медіана віку мешканця становила 50,2 року. На 100 осіб жіночої статі у переписній місцевості припадало 102,8 чоловіків;  на 100 жінок у віці від 18 років та старших — 117,6 чоловіків також старших 18 років.
За межею бідності перебувало 12,7 % осіб, у тому числі 0,0 % дітей у віці до 18 років та 18,5 % осіб у віці 65 років та старших.
Цивільне працевлаштоване населення становило 55 осіб. Основні галузі зайнятості: мистецтво, розваги та відпочинок — 45,5 %, освіта, охорона здоров'я та соціальна допомога — 27,3 %, будівництво — 18,2 %.